# Lacunas de Howship
Lacunas de Howship são as lacunas cavadas na matriz óssea pelos osteoclastos. Esses possuem prolongamentos vilosos, com uma zona citoplasmática em volta dessa área, nomeada de zona clara. Esta zona é desprovida de organelas, mas abundante de filamentos de actina. E nessa área onde ocorre a reabsorção óssea.